# Hôtel de ville d'Uzès
L'hôtel de ville d'Uzès est un édifice civil accueillant les institutions municipales de la ville d'Uzès, dans le département du Gard et la région Languedoc-Roussillon. Il fait l'objet d'une inscription au titre des monuments historiques depuis 1983.

## Localisation
L'hôtel de ville est situé, rue du Sénéchal, rue du Salin, place du Duché et boulevard Charles-Gide.

## Mobilier
- Sept stèles datant de l'antiquité et inscrites à titre objet aux classées à titre objet des monuments historiques depuis les 4 avril 1939, 30 septembre 1982, 5 novembre 1982[2],[3],[4],[5],[6],[7],[8]